# Maxime Bossis
Maxime Bossis (n. 26 de junio de 1955, Saint-André-Treize-Voies, Vendée- ) es un exjugador y entrenador de fútbol francés que se desarrolló en el puesto de defensor. Luego, se convirtió en relator de la red TPS de partidos de la Premier League inglesa y la Bundesliga alemana. Se fue de allí tras la fusión con Canal+, y regresó en septiembre de 2008 a Orange Foot, donde se destacó relatando partidos de la Serie A italiana.

## Debut en laLigue 1
Hasta 1973, jugaba como amateur en el FC Yonnais, pero en ese año fichó por el FC Nantes, donde debutó en la Primera División de Francia a los 18 años. Él perfeccionó sus habilidades como lateral derecho, sin embargo, terminó funcionando como eje de la defensa del club. Emblema de los canarios, era habilidoso con los dos pies, y fue parte de la generación del "deporte nantés". Galardonado junto a su equipo con tres títulos de la Liga de Francia, siendo semifinalista de la Supercopa de Europa y laureado con una Copa de Francia, Bossis fue reconocido como uno de los defensores más importantes de la década de los años 1970.

## Resto de su carrera
En 1985, Bossis decidió probar suerte en el Racing Club de París dirigido por Jean-Luc Lagardère, que intentaba montar un enorme proyecto en torno a una serie de estrellas del fútbol (Pierre Littbarski, Luis Fernández, Enzo Francescoli, Pascal Olmeta, etc.)
Desafortunadamente, las aspiraciones del club no fueron concretadas luego de varios años. Por ese motivo, Bossis -luego de haber ganado un título en el club- anunció su retirada a fines de la temporada 1988-1989.
Sin embargo, dada la crisis futbolística que afrontaba el FC Nantes, Bossis decidió sumarse al plantel otorgándole su experiencia como defensor en la temporada 1990-91. Pasó una temporada difícil puesto que su edad era avanzada. Concretó su retiro a fines de esa temporada.

## Selección nacional
Fue 76 veces internacional con la selección francesa (cifra récord durante 10 años, desde 1976 a 1986. También sostuvo provisoriamente el récord de victorias con la misma, con 42), marcó un gol (contra Kuwait, en 1982), y fue capitán cuatro veces. Su primer partido con la selección fue contra Checoslovaquia celebrado el 27 de marzo de 1976, y jugó su último partido contra Bélgica el 28 de junio de 1986 por la Copa Mundial México 86. Participó en los mundiales de 1978, 1982 y 1986. En estos dos últimos, fue semifinalista con su selección. Durante mucho tiempo, Bossis fue el francés que más partidos jugó en una Copa del Mundo, alcanzado por Fabien Barthez en el 2006.

## Palmarés
- Ganador del Campeonato de Europa de 1984 con Francia
- Ganador de la Copa Artemio Franchi 1985 con Francia
- Campeón de Francia en 1977, 1980 y 1983 con el FC Nantes
- Ganador de la Copa de Francia 1979 con el FC Nantes
- Subcampeón de Francia en 1974, 1978, 1979, 1981 y 1985 con el FC Nantes
- Finalista de la Copa de Francia en 1983 con el FC Nantes

## Distinciones individuales
- "Estrella de oro" France Football en 1978 y 1983
- Futbolista francés del año France Football en 1979 y 1981